# Isoperla laucki
Isoperla laucki is een steenvlieg uit de familie Perlodidae. De wetenschappelijke naam van de soort is voor het eerst geldig gepubliceerd in 2009 door Baumann & Lee.